# (24443) 2000 OG
(24443) 2000 OG est un astéroïde Apollon découvert en 2000.

## Description
(24443) 2000 OG a été découvert le 21 juillet 2000 à l'observatoire Magdalena Ridge, situé dans le comté de Socorro, au Nouveau-Mexique (États-Unis), par le projet Lincoln Near-Earth Asteroid Research (LINEAR).

### Caractéristiques orbitales
L'orbite de cet astéroïde est caractérisée par un demi-grand axe de 2,31 UA, un périhélie de 0,41 UA, une excentricité de 0,82 et une inclinaison de 25,79° par rapport à l'écliptique. Du fait de ces caractéristiques, à savoir un demi-grand axe supérieur à 1 UA et un périhélie inférieur à 1,017 UA, il est classé comme astéroïde Apollon.

### Caractéristiques physiques
(24443) 2000 OG a une magnitude absolue (H) de 16,4 et un albédo estimé à 0,112.